# Zhijiang Airport
Zhijiang Airport (kinesiska: 芷江机场) är en flygplats i Kina. Den ligger i provinsen Hunan, i den södra delen av landet, omkring 330 kilometer väster om provinshuvudstaden Changsha.
Runt Zhijiang Airport är det ganska tätbefolkat, med 214 invånare per kvadratkilometer. Närmaste större samhälle är Luojiu, 13,8 km nordost om Zhijiang Airport. I omgivningarna runt Zhijiang Airport växer huvudsakligen savannskog.
Genomsnittlig årsnederbörd är 1 725 millimeter. Den regnigaste månaden är maj, med i genomsnitt 282 mm nederbörd, och den torraste är december, med 52 mm nederbörd.